# Vekunta hyalina
Vekunta hyalina är en insektsart som beskrevs av Frederick Arthur Godfrey Muir 1913. Vekunta hyalina ingår i släktet Vekunta och familjen Derbidae. Inga underarter finns listade i Catalogue of Life.